# Alue Glumpang (Peusangan Siblah Krueng)
Alue Glumpang is een bestuurslaag in het regentschap Bireuen van de provincie Atjeh, Indonesië. Alue Glumpang telt 295 inwoners (volkstelling 2010).